# Buckingham Athletic F.C.
Buckingham Athletic FC là một câu lạc bộ bóng đá có trụ sở tại Buckingham, Buckinghamshire, Anh. Đội bóng hiện thi đấu tại Spartan South Midlands League Division One và có sân nhà ở Stratford Fields.

## Danh hiệu
- Spartan South Midlands League
  - Nhà vô địch Division Two mùa giải 2002–03[1]
- South Midlands League
  - Nhà vô địch Division One các mùa giải 1985–86, 1990–91[1]
  - Nhà vô địch Floodlit Trophy các mùa giải 1996–97
- North Bucks League
  - Nhà vô địch Premier Division mùa giải 1984–85[2]
  - Nhà vô địch Premier Division Shield các mùa giải 1960–61, 1983–84[2]
- Berks & Bucks Intermediate Cup
  - Nhà vô địch các mùa giải 2002–03, 2003–04
- Berks & Bucks Junior Cup
  - Nhà vô địch các mùa giải 1965–66, 2010–11[1]
- Buckingham Senior Charity Cup
  - Nhà vô địch các mùa giải 1969–70, 1971–72, 2014–15[1]
- Stantonbury Charity Cup
  - Nhà vô địch các mùa giải 1995–96, 1996–97
- Challenge Trophy
  - Nhà vô địch các mùa giải 1996–97[1]

## Thành tích
- Thành tích tốt nhất tại FA Vase: Vòng hai mùa giải 1998–99